# Флуер

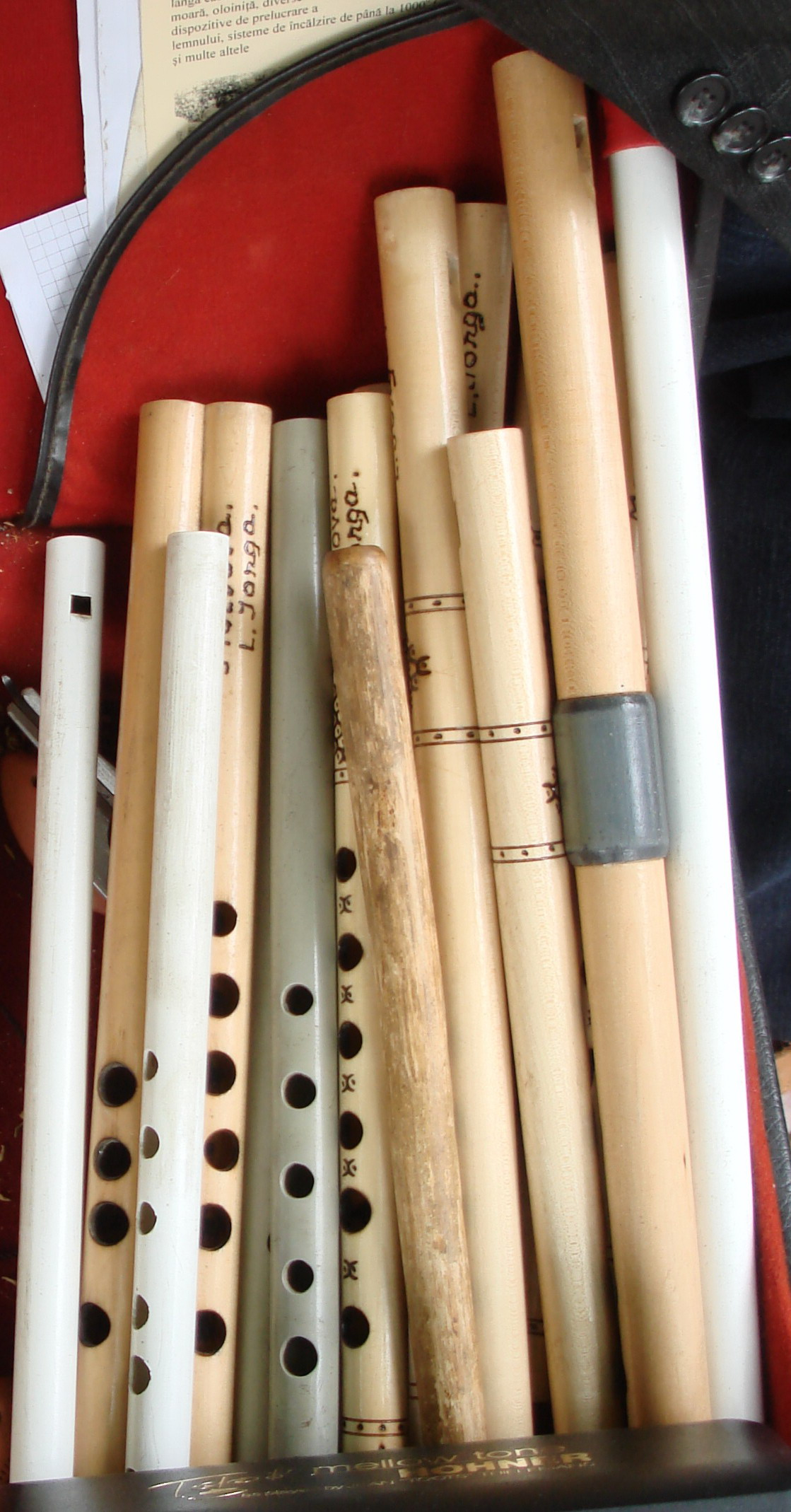
Свистковые флуеры

Флу́ер (молд. флуер, молд. и рум. fluier, от лат. flare — «дуть») — молдавская и румынская полупоперечная флейта. Существуют также продольный флуер со свистковым устройством и парный флуер.

## Описание
Длина 250—350 мм. Имеет 6—7 игровых отверстий. Звук сильный, яркий. Звукоряд диатонический в две октавы. Изготавливается из бузины, бука, клёна, шелковицы, граба или ивы. Основные тональности — C, D, Es, F, G, A, B.
Это древний пастушеский инструмент. Чабаны его используют для сбора коров и овец в стадо. Флуер часто присутствует в молдавских сказках, стихах, песнях.
Флуер встречается во всех балканских странах. В Трансильвании его называют trisca. Флуер большого размера называют flueroi, а маленького — flueraş. Флуераши наиболее распространены в Молдавии и Буковине. В Добрудже есть похожий на молдавский fluer dobrogene, который делается из камыша. Он имеет 7-е игровое отверстие для большого пальца.

## Разновидности
Флуер со свистковым устройством (молд. флуер ку доп — флуер с пробкой) — по звуку значительно слабее и мягче обычного флуера. Длина 30—50 см. В основном детский инструмент.
Парный флуер (флуер жемэнат) — представляет собой два деревянных флуера со свистковым устройством. У одного флуера 6 игровых отверстий, у другого — 4 или без отверстий (бурдон).
Хроматический флуер — с 5—10 отверстиями.